# プレクスター

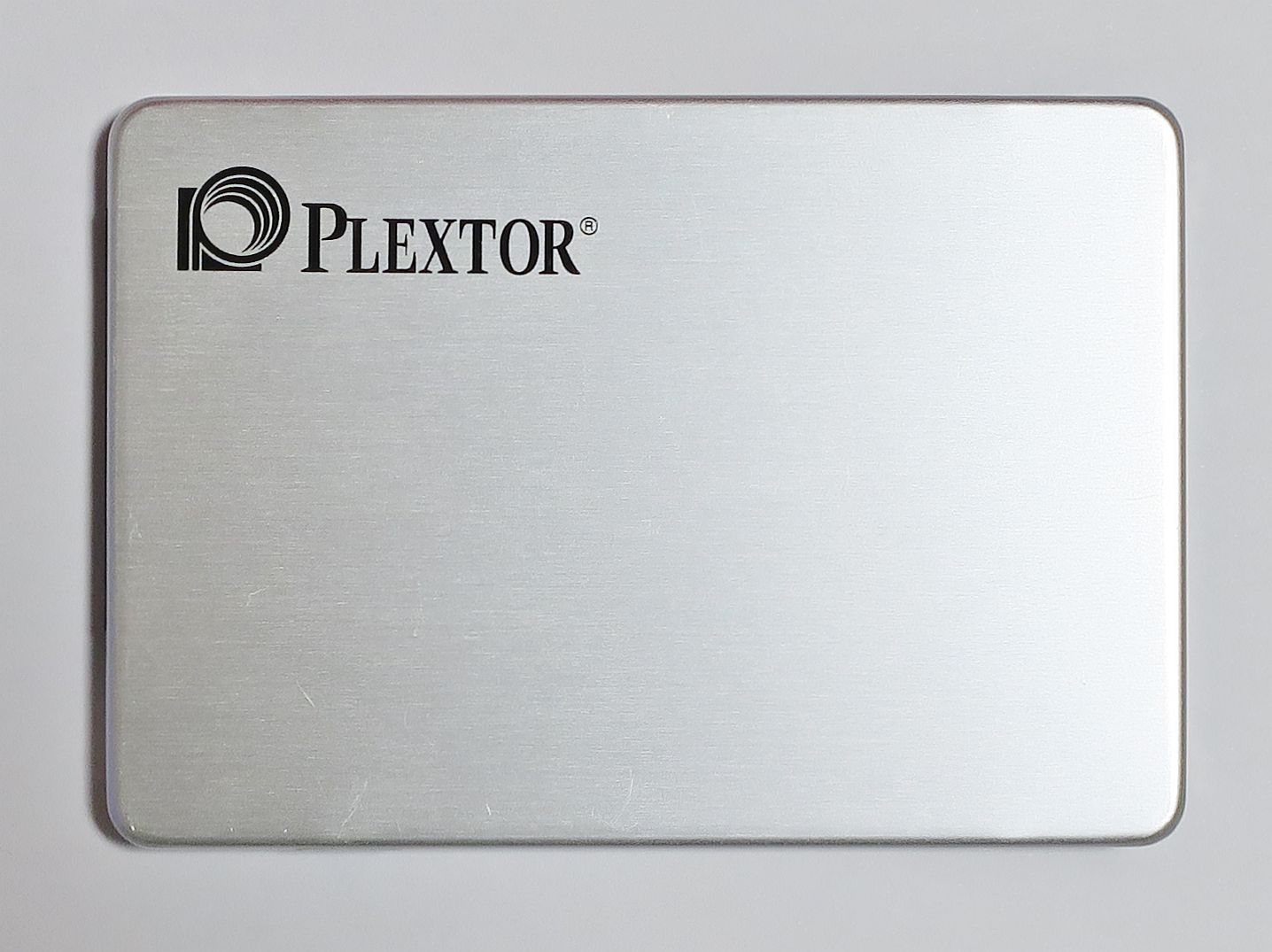
プレクスターブランドの128GB 2.5インチSATA SSD (PX-128M8VC)

プレクスター (PLEXTOR) は、日本の電機メーカー・シナノケンシ株式会社が、その開発した情報機器や音響機器、印刷機器に用いるブランド名および、台湾のPHILIPS & LITE-ON DIGITAL SOLUTIONS (PLDS) が展開するソリッドステートドライブ (SSD) のブランド名（#ソリッドステートドライブ参照）。
ブランド名の由来は、ラテン語で「織る」を意味する「plex」と、シナノケンシの主要製品である電動機を意味する「motor」（モーター）を組み合わせた造語。商標権はシナノケンシが保有している。ファンからの愛称は「プレク」（例：「プレクの新型」、「プレクの技術」など）。
かつてはシナノケンシの子会社として、コンピュータ周辺機器及び業務用印刷機器のマーケティング・販売・サービスを扱うプレクスター株式会社が存在したが、2007年（平成19年）にシナノケンシ本体へと全業務を移管した（#プレクスター株式会社参照）。

## 製品

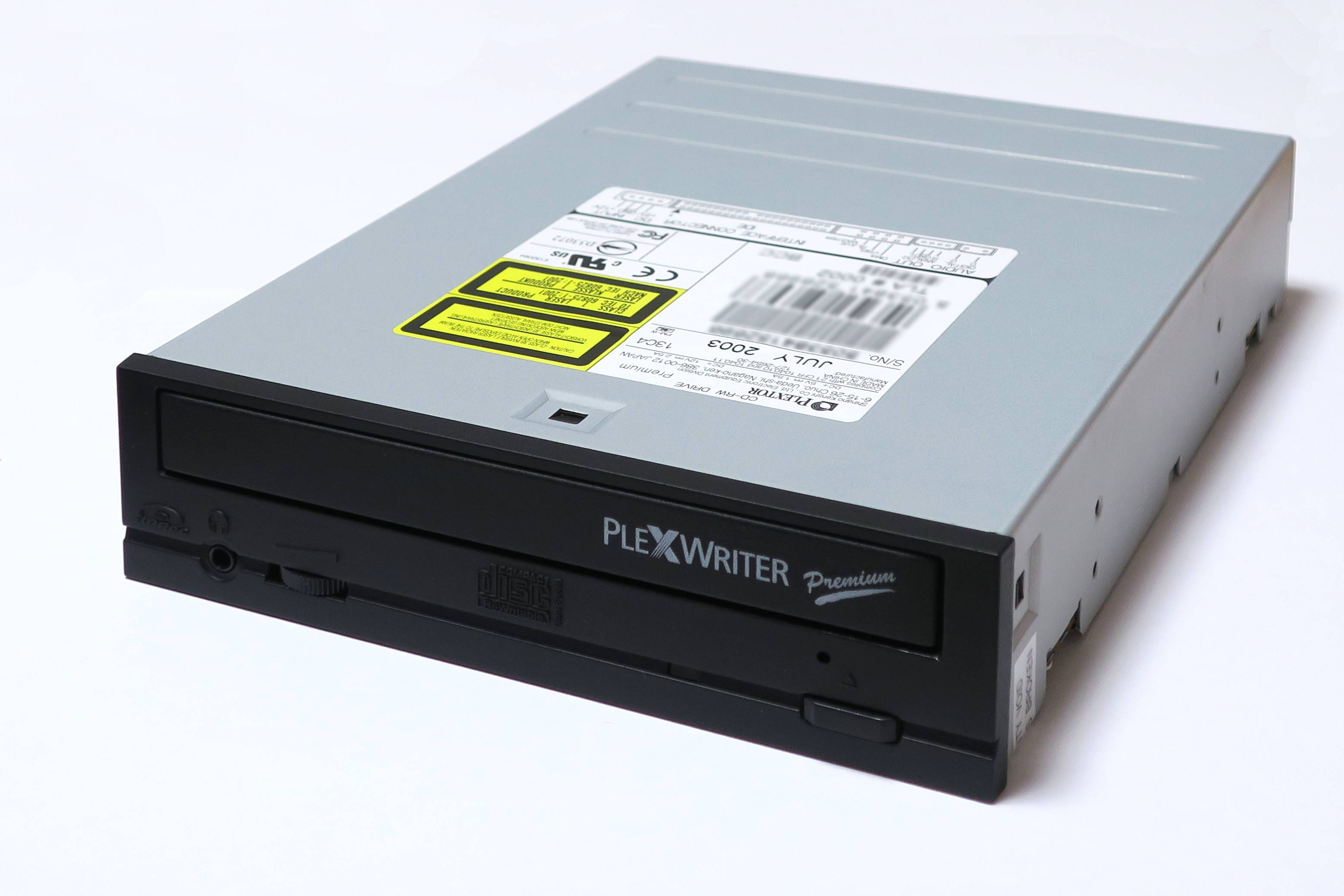
プレクスターのCD-RWドライブ・PlexWriter Premium

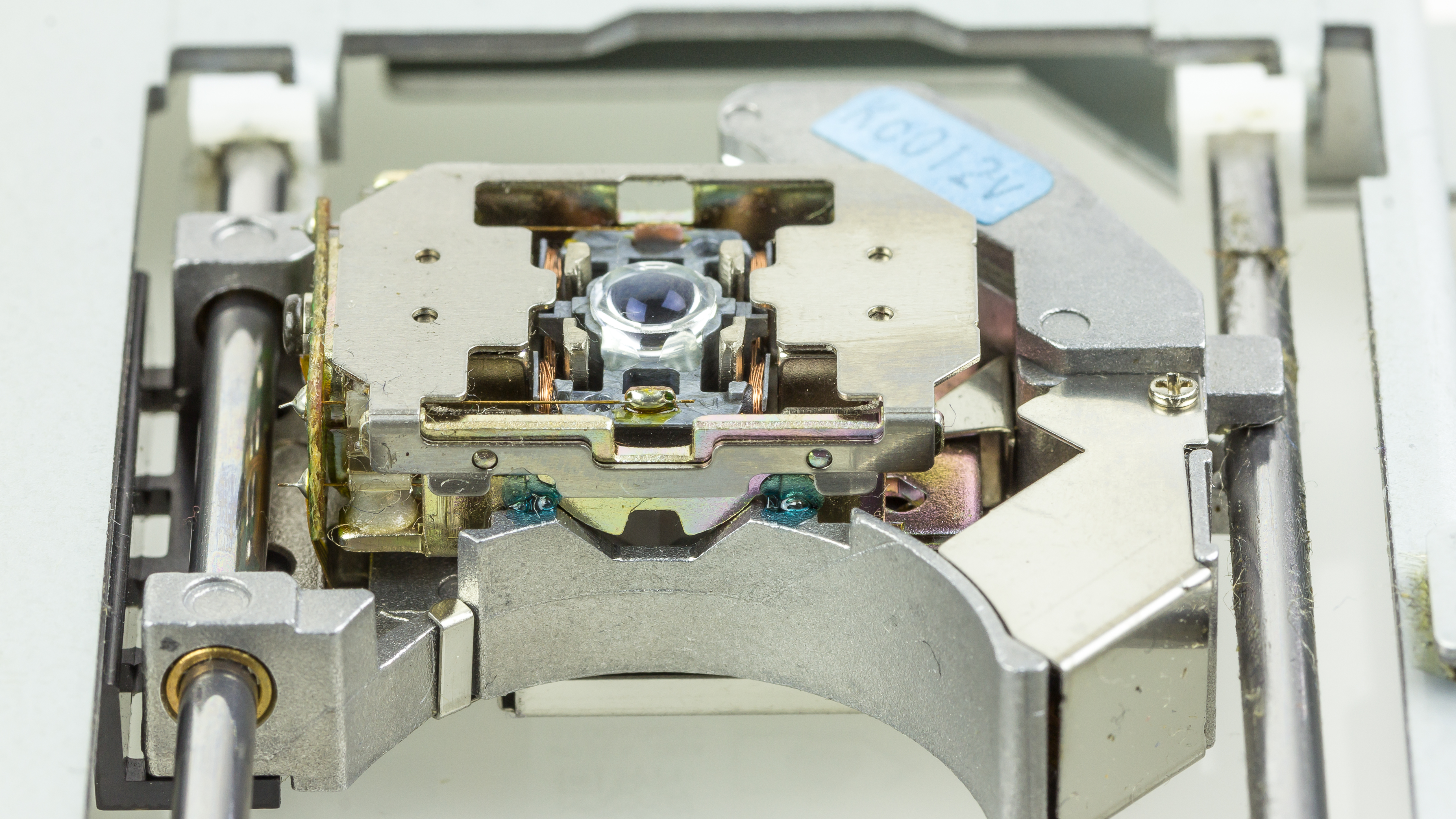
CD-RWドライブのレンズユニット (PX-W8432T)

### CDドライブ
1989年（平成元年）に発売を開始したプレクスターのCD-ROMドライブは、その後4倍速（1994年）、6倍速（1995年）、12倍速（1996年）と読み出し速度の高速化技術で業界をリード。1998年（平成10年）には読み出し速度が最大40倍速（最外周）に到達した「UltraPlex 40max」（型番PX-40TS、Ultra SCSI接続）を発売した。記録型でないCD-ROMドライブに関しては2002年（平成14年）10月24日に生産終了が公式発表されている。
記録型CDドライブである「PlexWriter」（プレクスライター）シリーズとしては1997年（平成9年）に「PX-R412C」（キャディ式、CD-R書き込み4倍速、Fast SCSI接続）が発売。2000年（平成12年）にはバッファーアンダーランエラー回避技術として三洋電機の「BURN-Proof」を採用したCD-R/RWドライブを投入した。
2003年（平成15年）1月、プリマスタリング向けの機能を備えた業務用CD-R/RWドライブ「PlexMaster」シリーズを発売。
そして4月にはジッター改善や機能拡充によりCD-R/RWドライブの最終完成形を謳った「PlexWriter Premium」 (PX-W5232TA/NE) を発売した。
容量700MBのCD-Rメディアに1GB近いデータが記録できる「GigaRec」（CD-RW非対応）、静粛化技術「SilentMode」、記録時のレーザー出力が調整できる「VariRec」、記録品質を表示する「Q-Check」、データを暗号化する「SecuRec」を搭載した。
2006年（平成18年）には後継製品「PlexWriter Premium 2」を発売。
従来の機能に加え、大容量8MBバッファメモリの搭載や、低速（2倍速）書き込みモードの設定、ヤマハの記録品質向上技術「AudioMASTER」を採用し、CD-R/RWドライブの究極形と謳われた。サエクコマースからは「Premium 2」外付けモデル専用に開発した電源装置が少数限定で販売された。

### DVDドライブ
プレクスター製品のDVDへの対応は2002年（平成14年）3月発売の「PlexCombo」 (20/10/40-12A) が最初。CD-R/RWの読み書きに加え、DVDの読み出しに対応した「コンボドライブ」であった。競合他社からは1999年（平成11年）以降、こうした製品が市場に投入されており、市場が待ち望む中でのDVD対応製品の投入であった。
2003年（平成15年）2月、初の記録型DVDドライブ「PX-504A」を発売。ただし、これはNECの「ND-1100A」をベースとしたOEM製品で、対応メディアもDVD+R/+RWに限られていた。他にも他社からOEM供給を受けた製品としては「PX-605A/JP」（当時の松下寿電子工業製「SW-9573」を使用、DVD-RAMの読み書きに対応）がある。
純正での対応は同年3月にBUFFALOにOEM提供した「PX-704A」と同年9月発売にDVD-R/-RWに対応した同社初の純正DVDドライブ「PX-708A」以降からとなった。

### Blu-ray Discドライブ
2006年（平成18年）、記録型Blu-ray Discドライブの開発を発表。シナノケンシは当時、Blu-ray Disc アソシエーション (BDA) の会員であった。その後、日本国内市場には「PX-B910SA」（2008年）、「PX-B940SA」（2010年、シネックス、現テックウインドより販売、「究極のブルーレイドライブ」と謳う）の2機種が販売された。シナノケンシが自社のウェブサイト上で販売実績として挙げているのは以上の2機種のみであるが、2012年にプレクスターブランドの「PX-B950SA」（後述のPLDS製）がリンクスインターナショナルより販売されている。

### ソリッドステートドライブ

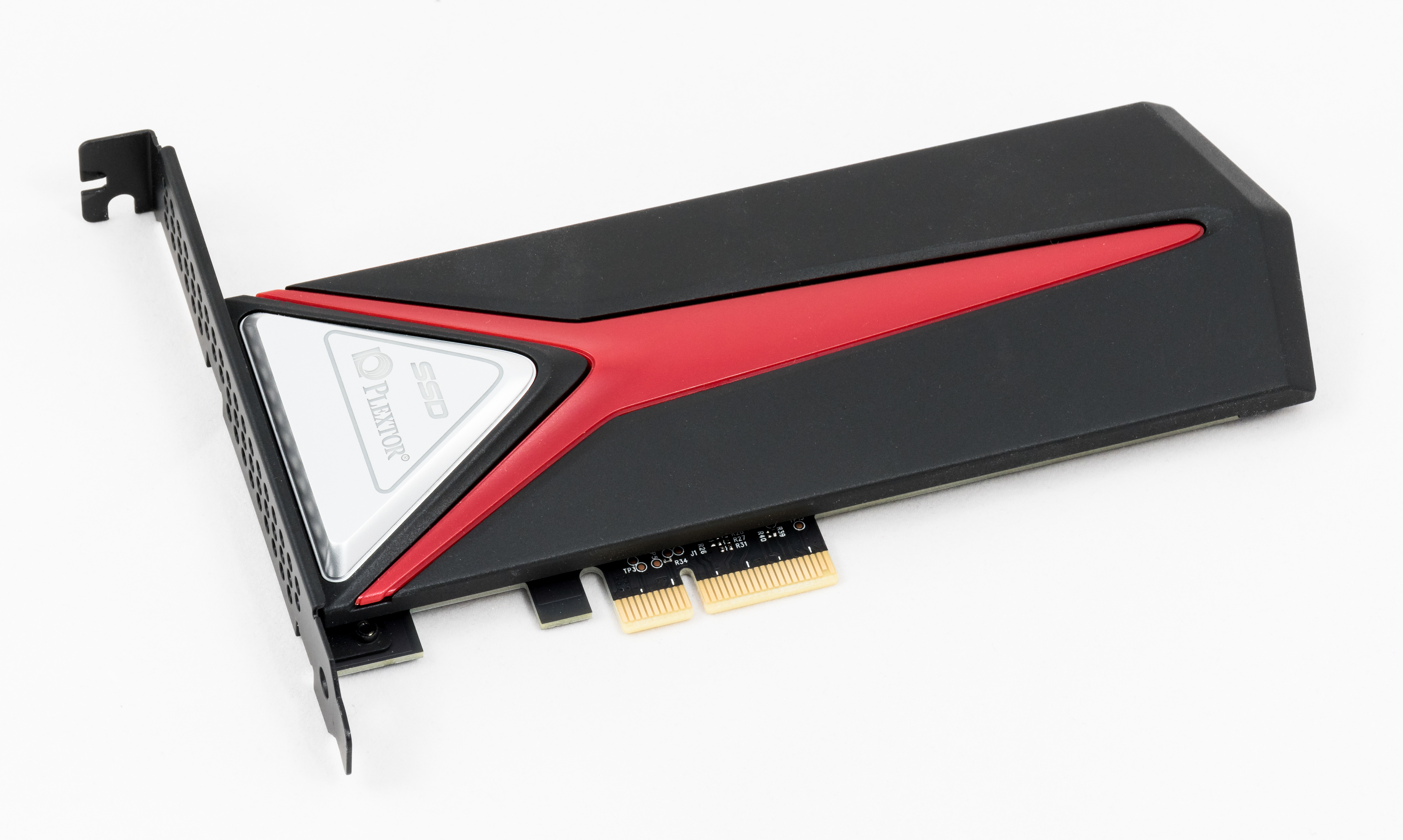
プレクスターのPCIe SSD・M8Pe(Y)

2009年（平成21年）、プレクスターブランド初のソリッドステートドライブ (SSD) 製品「PX-M1」を発表。その後、日本市場においてリンクスインターナショナルが2010年（平成22年）12月18日に「PX-128M2S」・「PX-64M2S」の販売を開始した。メーカーはシナノケンシおよびかつてのプレクスター株式会社ではなく、台湾の「PHILIPS & LITE-ON DIGITAL SOLUTIONS」 (PLDS) という企業である。同社はオランダのフィリップスと台湾のベンキューとの合弁会社であったPhilips BenQ Digital Storage（PBDS、2003年設立）のうち、ベンキュー分の株式をライトンが買収するかたちで2007年（平成19年）に設立された。
プレクスターブランドのSSD製品は性能や信頼性といった性能面で高い評価を受けつつも、価格は比較的手頃なもので、プレクスターブランドを信頼して購入していく顧客も多い。長期使用に伴う性能低下（ソリッドステートドライブ#問題点参照）を防ぐ「TrueSpeed」など、独自開発のファームウェアがSSDの性能を引き出し、高評価へとつなげている。
なお、シナノケンシおよびかつてのプレクススター株式会社は、プレクスターブランドのSSD製品に関するサポートを行っていない。このため、参照先としてライトンが運営するプレクスター製品のウェブサイトのほか、リンクスインターナショナルやアユートといった代理店へと案内している。
2013年4月から正規代理店を務めてきたアユートであったが、2023年（令和5年）6月30日をもって製品の輸入販売業務を終了した。

### その他

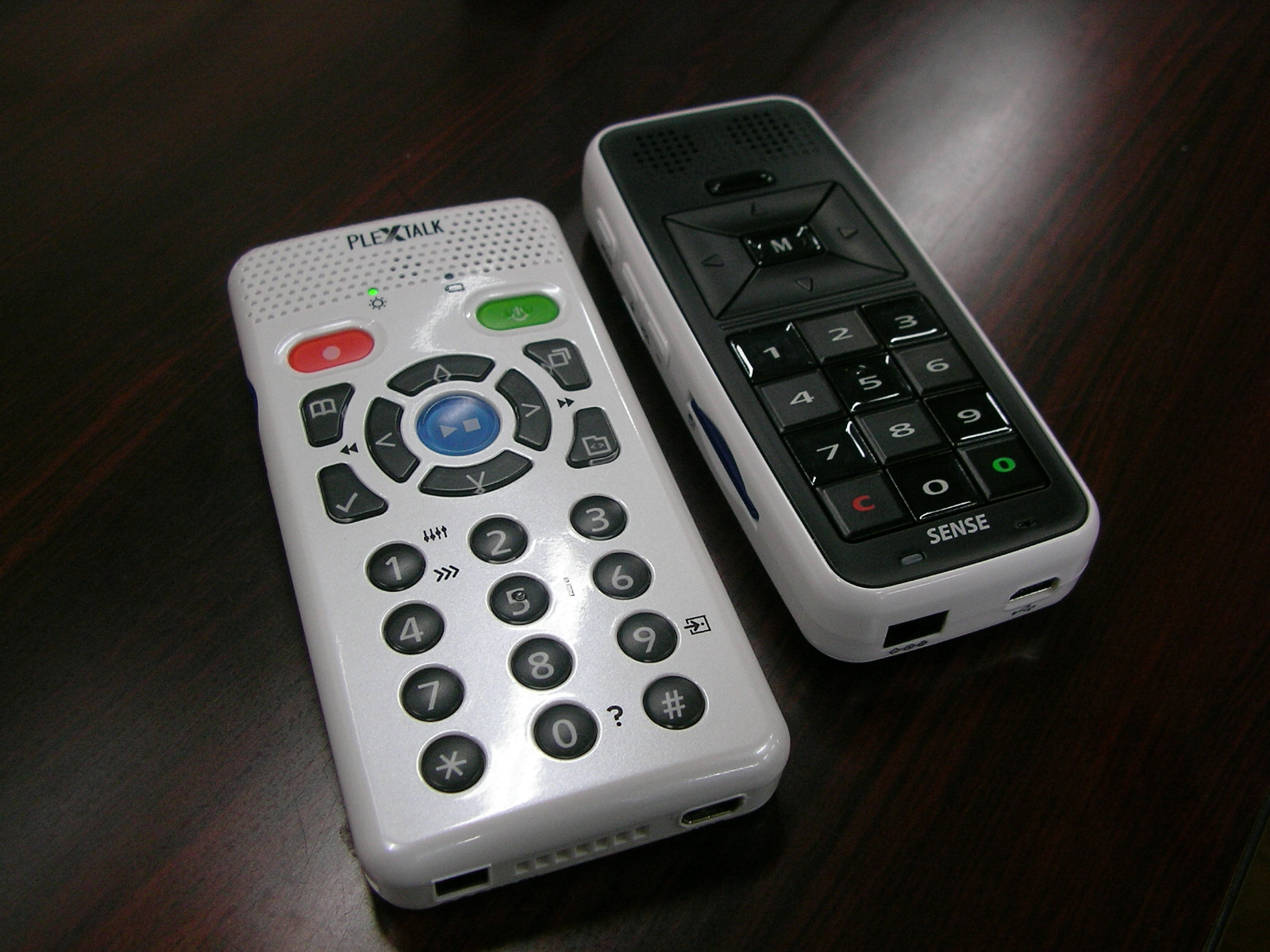
PLEXTALK

- ハイスピードカメラ・サーモグラフィー「PlexLogger」（プレクスロガー）[34]
- 補聴器「美聴」（びちょう）[34]
- ドライブレコーダー「PlexCam」[34]
- CD/DVDデータ破壊装置「PlexEraser」（プレクスイレーサー） - レーザーにより記録型CD/DVDの記録層を破壊する装置[36]。
- CD/DVD複製装置「PlexCopier」（プレクスコピア） - 1枚のCD/DVDのデータを同時に複数のメディアにコピーする装置[37]。
- CD-ROMサーバ「NET PLEX」 - 多数のCD-ROMドライブを搭載したファイルサーバ[38]。
- CD-BGM - 商業施設や宿泊施設向けのBGM自動演奏装置[39]。
- マルチメディアコンテンツ配信機器「インターメディアシステム」 - インターネットを通じて動画・音声を配信する[40]。2013年に兵庫県神戸市のTOA株式会社へと業務移管した[41]。
- 音楽CD試聴装置「ListeningStation」（リスニングステーション） - CDショップ向け。ディスクジャケットのバーコードを読み取り、対応した楽曲を再生する。これにより、顧客はパッケージを開封することなく楽曲を試聴できる[42]。
- ヒーリングサウンドクリエイター「MIZUCOTO」 - 水琴窟（すいきんくつ）をイメージした製品。環境音を自動再生し、心地よい空間を演出する[43]。
- 電話周辺機器 - 通話録音装置や保留音放送装置[44]。
- CD読書機 「PLEXTALK」 （プレクストーク）- 視覚障害者向けの録音図書再生装置[45]。
- 業務用印刷機[46]
- 録画装置「ConvertX」 - 2004年2月、北米市場向けに「PX-M402U」が発売。アナログ映像・音声入力端子（RCA端子・S端子）を備えた外付けのビデオコンバータ（USB 2.0接続）で、MPEG-1/2/4およびDivX形式でのハードウェアエンコーディングに対応していた[47]。日本市場向けとしては11月、TVチューナー搭載の「PX-TV402U/JP」が発売され[48]、2005年にはPCI接続の「PX-TV432P/J」およびMPEG-2ハードウェアアクセラレーションカード「PX-C200P/JP」が発売された[49]。高圧縮率ながら高画質と、まずまずの性能を有していたが、付属の録画ソフトウェアの完成度が低く、評価を下げていた[50]。

## プレクスター株式会社
1985年（昭和60年）、シナノケンシ株式会社の100パーセント出資による完全子会社として設立した。本社はJR上野駅前（東京都台東区上野7-7-6 上野YHKビル7階）にあったが、のちにJR東京駅前（1997年、東京都中央区八重洲1-4-21 共同ビル8階）を経て上野（2006年、東京都台東区上野5-8-5 CP10ビル5階）へと移転。支店として大阪支店（1986年開設）に続き、アメリカ合衆国カリフォルニア州（1989年、当初サニーベール、のちにサンタクララへ移転）、ヨーロッパ（1993年、ベルギー・ブリュッセル）、中国・上海市に海外拠点を置いた。
設立当初の社名はテクセル株式会社で、プレクスター株式会社へと変更したのは1994年（平成6年）のことである。系譜をたどると、1972年（昭和47年）にシナノケンシ（当時・信濃絹絲紡績株式会社）が買収、子会社化した花岡縫製株式会社がルーツ。同社は長野県上田市で制服の縫製事業を営んでいたが経営難に陥っており、シナノケンシは拠点としていた丸子町よりも地の利の良いことに着目。買収後はパイオニアの留守番電話機やカセットデッキ、東芝のBGMプレーヤーといった電機製品の組み立て事業へと転換した。1985年のテクセル設立は、花岡縫製からの社名変更によるものである。テクセルとは「繊維」(textile) に「エレクトロニクス」(electronics) を組み合わせた名称であったが、既にアメリカの企業によって商標登録されていたことが判明したため、アメリカ人の女性従業員が発案した「プレクスター」を新たなブランドとして採用した。
1980年代、BGMプレーヤーのメディアが磁気テープからCDへと移行する動きに合わせ、シナノケンシは「CD-BGM」を開発し、世界のBGMプレーヤー市場を席巻した。CD技術の確立に関してはNECのOBであった従業員の功績によるところが大きく、コンピュータのCD-ROMドライブ開発をNECとの共同でスタート。1989年（平成元年）のCD-ROMドライブ発表以降、読み込み速度の高速化や書き込み・書き換え型のCD-R/RWへの対応といった技術面で業界をリードし、2000年（平成12年）には売上高がピークに達した。当時の日本国内におけるCD-R/RWドライブ市場シェアはアイ・オー・データ機器（18.0パーセント）およびメルコ（現・バッファロー、17.9パーセント）に続く3位（9.9パーセント）であった (BCN Award 2001)。2002年（平成14年）、CD-R/RWのほか第2世代光ディスクであるDVDの読み出しに対応した製品を発売。こうしたいわゆる「コンボドライブ」製品は1999年（平成11年）以降各社が市場に投入していたものであり、プレクスターは後発ではあったが、「同社に対する信頼の高さから、その登場が待ち望まれていた（略）今回使用した限りでは、期待に違わぬ良好な使用感を与えてくれた」（引用）と受け止められた。このころの同社の光学ドライブ製品について、ニュースサイトのITmediaは「高性能かつ堅実な動作、そしてオーディオ機能などにもこだわる『こだわりユーザー』好みの製品を送り続けている」（引用）と評している。
しかし、海外メーカーからの価格攻勢を受け業績が悪化。事業縮小を余儀なくされ、2007年（平成19年）8月31日をもって全業務を親会社・シナノケンシに移管し、休眠会社となった。現在の所在地は長野県上田市上丸子1078番地として登録されており、これはシナノケンシ本社所在地と同一である 。